# Америка Мовил
„Амѐрика Мо̀вил“ (на испански: América Móvil) е мексиканско далекосъобщително предприятие със седалище в Мексико.
Създадено е през 2000 година от бизнесмена Карлос Слим Елу, който със семейството си продължава да е основен акционер в „Америка Мовил“. Компанията се развива бързо с разрастването на мобилните комуникации, като успява дълго време да запази монопола си в Мексико. През следващите години тя разширява дейността си в глобален мащаб. През 2014 година придобива 51 % от австрийската „А1 Телеком Аустрия Груп“, а чрез нея от 2017 година е собственик и на българския оператор „А1 България“. С 278 милиона абонати към 2019 година компанията е седмият по големина мобилен оператор в света.